# Betula costata
Pour les articles homonymes, voir bouleau de Mandchourie.
Espèce
Statut de conservation UICN

 LC  : Préoccupation mineure
Le Bouleau de Mandchourie, Betula costata,  est une espèce de Bouleau originaire de Mandchourie en Chine ; on le trouve aussi en Corée ou en Russie dans la région du Kraï du Primorié.

## Synonymes
- Betula ulmifolia
- Betula ermanii

## Description
Cet arbre peu commun peut mesurer jusqu'à 15 m de haut (20 m dans son milieu naturel). Il est avant tout intéressant pour son écorce blanc crème parchemineuse avec des nuances jaunâtres ou rosées se desquamant harmonieusement.
À l'automne, il prend des teintes jaunes nuancées.